# Megalopsalis porongorupensis
Espèce
Synonymes
- Spinicrus porongorupensis Kauri, 1954

Megalopsalis porongorupensis est une espèce d'opilions eupnois de la famille des Neopilionidae.

## Distribution
Cette espèce est endémique d'Australie-Occidentale. Elle se rencontre au Great Southern vers Porongurup et au South West vers Gracetown, Pemberton et Unicup.

## Description
Les mâles mesurent de 2,0 à 2,4 mm et la femelle 3,3 mm.
Les mâles mesurent de 1,70 à 2,33 mm.

## Systématique et taxinomie
Cette espèce a été décrite sous le protonyme Spinicrus porongorupensis par Kauri en 1954. Elle est placée dans le genre Megalopsalis par Taylor en 2013.

## Étymologie
Son nom d'espèce, composé de porongorup et du suffixe latin -ensis, « qui vit dans, qui habite », lui a été donné en référence au lieu de sa découverte, Porongorup.

## Publication originale
- Kauri, 1954 : « Report from Professor T. Gislén's expedition to Australia in 1951–1952. 9. Harvest-spiders from S. W. Australia. » Lunds Universitets Årsskrift, vol. 50, p. 3–10.